# HFC Haarlem in het seizoen 1958/59
Het seizoen 1958/1959 was het vijfde jaar in het bestaan van de Haarlemse betaaldvoetbalclub Haarlem. De club kwam uit in de Eerste divisie A en eindigde daarin op de 16e plaats, dit hield in dat de club rechtstreeks degradeerde naar de Tweede divisie. Tevens deed de club mee aan het toernooi om de KNVB beker, hierin werd in de derde ronde, na verlenging, verloren van SHS (2–3).

## Wedstrijdstatistieken

### Eerste divisie A
|       | AGOVV | Alkmaar '54 | BVV   | D.F.C. | Eindhoven | Fortuna | De Graafschap | Helmond | Leeuwarden | Limburgia | SVV   | Volendam | VSV   | Wageningen | ZFC   |
| ----- | ----- | ----------- | ----- | ------ | --------- | ------- | ------------- | ------- | ---------- | --------- | ----- | -------- | ----- | ---------- | ----- |
| Thuis | 0 – 2 | 2 – 1       | 0 – 1 | 1 – 1  | 0 – 1     | 5 – 4   | 6 – 2         | 1 – 0   | 1 – 3      | 2 – 2     | 1 – 4 | 3 – 2    | 3 – 0 | 2 – 2      | 1 – 1 |
| Uit   | 5 – 3 | 4 – 1       | 4 – 2 | 0 – 2  | 2 – 1     | 1 – 0   | 4 – 2         | 2 – 0   | 6 – 0      | 2 – 0     | 1 – 0 | 3 – 0    | 5 – 1 | 3 – 2      | 2 – 2 |

### KNVB beker
| 1e ronde                                     | Blauw Zwart                                                                                 | 1 – 10 (1 – 4)                     | Haarlem                                   |
| 18 april 1959 Plaats: Haarlem Jan Gijzenkade | Piet Groeneveld –', –', –' Aad Goedhart –', –' Siem de Graaf Otto Berendregt –', –', –', –' |                                    | A. van Leeuwen                            |
| 2e ronde                                     | Haarlem                                                                                     | 2 – 1 (1 – 1)                      | RCH                                       |
| 30 april 1959 Plaats: Haarlem Jan Gijzenkade | Piet Groeneveld Aad Goedhart 85'                                                            |                                    | Piet Henke                                |
| 3e ronde                                     | Haarlem                                                                                     | 2 – 3 (1 – 2, 2 – 2) Na verlenging | SHS                                       |
| 10 mei 1959 Plaats: Haarlem Jan Gijzenkade   | Piet Groeneveld Paul Degenaar                                                               |                                    | Jan van Geen Wim Zwarts 100' Eddy Moreels |

## Statistieken Haarlem 1958/1959

### Eindstand Haarlem in de Nederlandse Eerste divisie A 1958 / 1959
| Stand | Gespeeld | Gewonnen | Gelijk | Verloren | Punten | Doelpunten voor | Doelpunten tegen |
| ----- | -------- | -------- | ------ | -------- | ------ | --------------- | ---------------- |
| 16e   | 30       | 7        | 5      | 18       | 19     | 44              | 70               |

### Topscorers
| #      | Naam            | Goal |
| ------ | --------------- | ---- |
| 1.     | Piet Groeneveld | 15   |
| 2.     | Paul Degenaar   | 7    |
| 2.     | Siem de Graaf   | 7    |
| 4.     | Otto Berendregt | 5    |
| 5.     | Dekker          | 2    |
| 5.     | Aad Goedhart    | 2    |
| 5.     | Lout Vreeken    | 2    |
| 8.     | André Kilian    | 1    |
| 8.     | Paul Kroon      | 1    |
| 8.     | Jaap Oepkes     | 1    |
| 8.     | Frico Sybrandi  | 1    |
| Totaal | Totaal          | 44   |

| #      | Naam            | Goal |
| ------ | --------------- | ---- |
| 1.     | Piet Groeneveld | 5    |
| 2.     | Otto Berendregt | 4    |
| 3.     | Aad Goedhart    | 3    |
| 4.     | Paul Degenaar   | 1    |
| 4.     | Siem de Graaf   | 1    |
| Totaal | Totaal          | 14   |